# Callipodella vinciguerrae
Callipodella vinciguerrae är en mångfotingart som först beskrevs av Filippo Silvestri 1894.  Callipodella vinciguerrae ingår i släktet Callipodella och familjen Schizopetalidae. Inga underarter finns listade i Catalogue of Life.